# Tetragonomera fluminensis
Tetragonomera fluminensis är en insektsart som beskrevs av Piza Jr. 1979. Tetragonomera fluminensis ingår i släktet Tetragonomera och familjen vårtbitare. Inga underarter finns listade i Catalogue of Life.